# Antoniny (powiat chodzieski)
Antoniny – nieistniejąca już wieś w Polsce położona w województwie wielkopolskim, w powiecie chodzieskim, w gminie Szamocin. W latach 1975−1998 miejscowość administracyjnie należała do województwa pilskiego.
Miejscowość założono w 1812 na dobrach rodowych Raczyńskich, rozparcelowanych po śmierci Filipa Nereusza Raczyńskiego w 1804 i podziale majątku na spadkobierców. Powstała jako typowa wieś olęderska, o czym świadczą proporcje wyznawców poszczególnych religii: w 1871 zamieszkiwało tu 335 osób, 310 ewangelików i 25 katolików. Mieszkańców stopniowo ubywało, z uwagi na trudne warunki gospodarowania. Nigdy nie doprowadzono tu elektryczności, od lat 70. XX wieku zostały jedynie opuszczone budynki, które stopniowo rozbierano. Ostatni budynek został zburzony w 1994 roku. W 2012 roku byli mieszkańcy ustawili w miejscu dawnej wsi pamiątkowy obelisk. 